# 3.7 cm 36호 대전차포

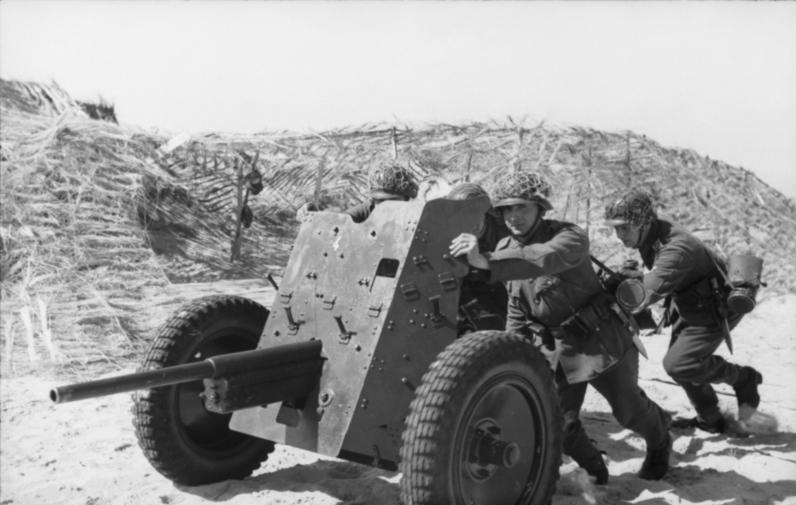

3.7 cm 36호 대전차포(독일어: Panzerabwehrkanone 36)는 구경이 37mm인 독일의 대전차포이다. 1936년 독일의 라인메탈(Rheinmetall)사에서 개발되었으며, 에스파냐 내전때 처음으로 사용되었다. 이후 제2차 세계대전때에도 사용되었으며, 다른 대전차포들의 기초가 되었다. 1940년 중반부터 성능의 문제로 인하여 사용이 중지, PaK 38로 대체되었다. 다량의 PaK 36는 추축국들에게 제공되었으며, 핀란드, 헝가리, 루마니아와 슬로바키아에서 사용되었다.